# 高加索冷杉
高加索冷杉（學名：Abies nordmanniana）又稱諾德曼冷杉，是冷杉屬的一種植物，種小名為紀念芬蘭植物學家亚历山大·冯·诺德曼。本種原產地為黑海東岸與南岸的山區，包括土耳其、喬治亞與俄羅斯的高加索山區西側，但不見於高加索山區東側，其分布範圍可能與冰河期時的生物庇護所有關。本種可分為Abies nordmanniana subsp. nordmanniana與Abies nordmanniana subsp. equi-trojani兩個亞種，前者分布於高加索山區與土耳其的本廷山脈；後者分布於土耳其西北部、烏盧山與馬爾馬拉海東南方的山區，也有學者將其視為獨立物種（Abies bornmuelleriana），已瀕臨絕種。
高加索冷杉一般可長至55—61公尺，最高有長至85公尺的紀錄，常在花園與公園中被用作裝飾樹種，也被用作聖誕樹。